# Philonthus carbonarius
Philonthus carbonarius är en skalbaggsart som först beskrevs av Johann Ludwig Christian Gravenhorst 1810.  Philonthus carbonarius ingår i släktet Philonthus, och familjen kortvingar. Arten är reproducerande i Sverige.